# Luech
Der Luech ist ein Fluss in Frankreich, der in der Region Okzitanien verläuft. Er entspringt im Nationalpark Cevennen, an der Nordost-Flanke des Signal de Ventalon (1350 m), im Gemeindegebiet von Saint-Maurice-de-Ventalon, entwässert generell in östlicher Richtung und mündet nach rund 33 Kilometern im Gemeindegebiet von Peyremale als rechter Nebenfluss in die Cèze. Auf ihrem Weg durchquert der Luech die Départements Lozère und Gard.

## Orte am Fluss
- Saint-Maurice-de-Ventalon
- Vialas
- Chamborigaud
- Chambon

## Sehenswürdigkeiten
Neben der einsamen Luech-Schlucht ist das Viadukt der Cevennenbahn bei Chamborigaud ein Touristenmagnet.